# Вулиця Карпенка-Карого (Київ)
Ву́лиця Карпе́нка-Ка́рого — зникла вулиця, що існувала в Дарницькому районі міста Києва, місцевість Позняки. Пролягала від безіменного проїзду від Здолбунівської вулиці до тупика (кінець забудови).

## Історія
Виникла в першій половині XX століття під назвою Заболотна (від місцевості, якою пролягала). Назву на честь українського письменника і драматурга Івана Карпенка-Карого вулиця отримала 1955 року. 
Ліквідована наприкінці 1980-х років у зв'язку з частковим знесенням забудови колишнього села Позняки (Нові Позняки) та початком будівництва масиву Позняки.